# Stanley Rogers Resor

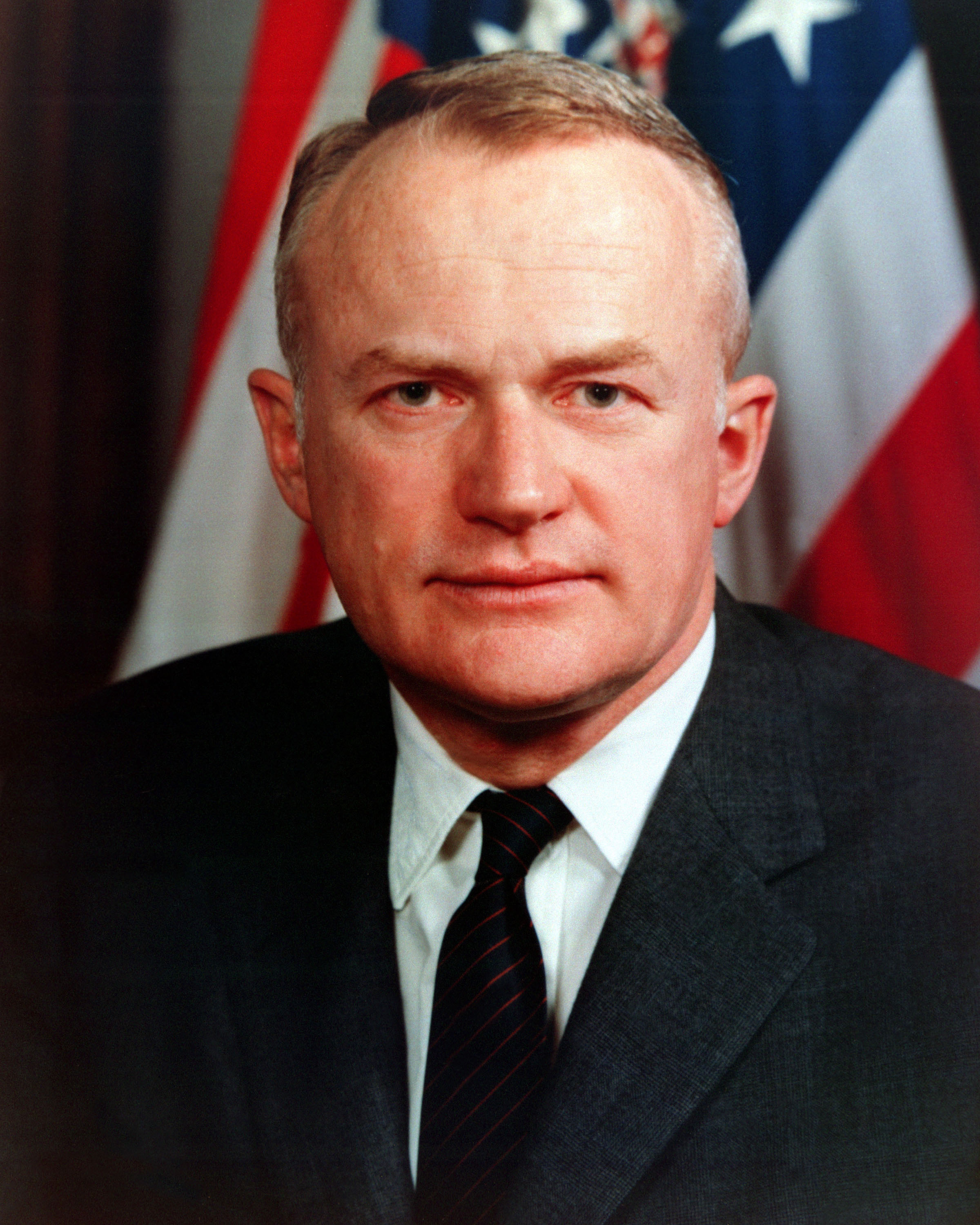
Stanley Rogers Resor

Stanley Rogers Resor (* 5. Dezember 1917 in New York City; † 17. April 2012 in Washington, D.C.) war ein US-amerikanischer Geschäftsmann, Offizier und von 1965 bis 1971 US-Heeresminister.

## Werdegang
Stanley Rogers Resor wurde am 5. Dezember 1917 in New York City als Sohn von Stanley B. Resor (1879–1962) und Helen Lansdowne Resor (1886–1964) geboren, die beide prominente Werbefachleute der Werbeagentur J. Waltrer Thompson waren. Stanley Rogers Resor ging nach dem Besuch der Groton School auf die Yale University, genauso wie sein Vater schon vor ihm, der 1901 dort promovierte. Er promovierte 1939 aus Yale. Danach ging er auf die Yale Law School, wo er zeitnah mit Sargent Shriver, Gerald Ford und Cyrus Vance (der vor ihm Heeresminister der Vereinigten Staaten wurde). Resors Ausbildung wurde durch den Dienst als Offizier im Zweiten Weltkrieg unterbrochen, wo ihm ein Silver Star, Bronze Star und Purple Heart verliehen wurden.
Nach dem Krieg ging er an die Wall Street arbeiten und wurde Partner in der prominenten Debevoise Kanzlei. Während des Vietnamkriegs 1965, beförderte Präsident Lyndon Johnson ihn zum Heeresminister (Secretary of the Army). Resor verblieb in diesem Amt bis unter Präsident Richard Nixon 1971. 1984 wurde ihm der United States Military Academy Sylvanus Thayer Award zuerkannt.
Über die Zeit wuchs seine Kritik an der U.S. Politik betreffend der Atomwaffen. Des Weiteren war er 1997 ein Mitglied und Sprecher des Arms Control Association of America, als die aufbegehrte NATO in Osteuropa expandierte, begründet auf die Bedenken über die Reaktion der russischen Regierung auf den vermeintliche Übergriff durch die NATO.

## Biographie
- Army biography (englisch)

| Personendaten    | Personendaten               |
| ---------------- | --------------------------- |
| NAME             | Resor, Stanley Rogers       |
| KURZBESCHREIBUNG | US-amerikanischer Politiker |
| GEBURTSDATUM     | 5. Dezember 1917            |
| GEBURTSORT       | New York City               |
| STERBEDATUM      | 17. April 2012              |
| STERBEORT        | Washington, D.C.            |